# Ralph Philip Boas
Ralph Philip Boas (1912-1992) est un mathématicien américain, connu par ses travaux en analyse réelle et complexe. Ses trois livres les plus connus sont Entire Functions, Invitation to Complex Analysis et A Primer of Real Functions.
Il a publié avec d'autres mathématiciens sous les pseudonymes collectifs d'Hector Pétard et E. S. Pondiczery. Son nombre d'Erdős est 1.